# العلاقات الكويتية الكينية
العلاقات الكويتية الكينية هي العلاقات الدولية بين دولة كينيا والكويت، تتسم العلاقات بالودية، حيث زار رئيس كينيا أوهورو كينياتا دولة الكويت في عام 2013 واجرى المحادثات مع أمير الكويت، كما حضر القمة الأفريقية التي عقدت في الكويت، بينما أدان رئيس وزراء الكويت الهجمات الإرهابية في كينيا.